# Crash (film, 1996)
Pour les articles homonymes, voir Crash.
Pour plus de détails, voir Fiche technique et Distribution.
Crash est un film canado-britannique écrit et réalisé par David Cronenberg, sorti en 1996. Il s'agit d'une adaptation du roman du même nom de J. G. Ballard, publié en 1973.
Il est présenté en compétition officielle au festival de Cannes 1996.

## Synopsis
Le producteur de cinéma James Ballard et sa femme Catherine vivent en mariage libertin, le couple entretenant plusieurs liaisons extraconjugales et se servant de ces expériences pour stimuler leur propre vie sexuelle. Catherine raconte une relation sexuelle qu’elle a eue dans un hangar d’aviation avec un inconnu, mais où elle n'a pas été satisfaite. James lui répond que lui non plus n’a pas atteint l'orgasme car il a été interrompu par l'arrivée d'un membre de l’équipe de tournage.  Catherine le rassure en lui disant : « Peut-être le prochain. »
Un soir, alors qu’il rentre chez lui en voiture, James est impliqué dans une collision frontale tuant le passager du véhicule d'en face. Coincé dans les carcasses métalliques imbriquées, il voit la conductrice, le Dr Helen Remington — également l’épouse du défunt — lui exposer un sein en détachant sa ceinture de sécurité.
Pendant sa convalescence, James retrouve Helen et fait la connaissance de Robert Vaughan, qui manifeste un intérêt particulier pour l’attelle qui maintient la jambe fracturée de James. Après leur sortie de l’hôpital, James et Helen entament une liaison, principalement motivée par leur expérience commune de l’accident. Ensemble, ils assistent à une reconstitution orchestrée par Vaughan, qui recrée minutieusement l'accident de voiture ayant coûté la vie à James Dean. Lorsque les autorités interviennent pour disperser l’événement, James s’enfuit avec Helen et Vaughan.
James rejoint alors le cercle d’adeptes de Vaughan, un groupe qui fétichise les accidents automobiles : ils visionnent obsessionnellement des vidéos de crash-tests, photographient des collisions et évoquent les morts célèbres sur la route. Catherine, qui a remarqué que Vaughan la suivait à plusieurs reprises, commence à fantasmer sur une relation sexuelle entre lui et James. Bien que Vaughan prétende s'intéresser à la « transformation du corps humain par la technologie moderne », son véritable objectif est de concrétiser l’idée que l’accident de voiture constitue une « psychopathologie bienveillante qui [les] appelle ».
James conduit la Lincoln décapotable de Vaughan tandis que ce dernier a un rapport sexuel avec une prostituée sur la banquette arrière. Peu après, James propose à Catherine de se joindre à une de leurs virées. Ils assistent à une fouille policière de la voiture de Vaughan, liée à un délit de fuite ayant blessé un piéton, ce qui trouble profondément Vaughan. Plus tard, sur une autoroute, ils croisent un accident impliquant Colin Seagrave, un membre du groupe qui préparait une reconstitution authentique de l’accident de Jayne Mansfield. Dans les débris, ils aperçoivent le corps ensanglanté de Colin, vêtu d’une perruque blonde et d’une robe pour ressembler à Mansfield. Vaughan photographie la scène. James remarque du sang non identifié sur le pare-chocs et fait passer la voiture au lavage tandis que Vaughan et Catherine ont un rapport sexuel à l’arrière. De retour chez eux, Catherine, allongée sur le lit, présente des marques superficielles laissées par Vaughan. En larmes, elle se laisse toucher par James et ils reprennent leur activité sexuelle, durant laquelle elle lui demande d’imaginer une scène avec Vaughan.
Par la suite, James a une relation avec Gabrielle, une autre membre du groupe, dont les jambes sont soutenues par des attelles métalliques et qui possède une cicatrice ressemblant à une vulve à l’arrière de la cuisse, séquelle d’un accident. James déchire ses bas résille et pénètre la cicatrice. Plus tard, Vaughan invite James chez un tatoueur, qui grave des emblèmes automobiles sur son corps. Après quoi, James et Vaughan ont un rapport sexuel dans la voiture de ce dernier.
Vaughan emboutit ensuite la voiture de Catherine, garée sans occupant, puis lui et James entament une course-poursuite agressive. Sur un pont autoroutier, Vaughan provoque volontairement un accident en projetant son véhicule sur un autobus en contrebas, ce qui lui coûte la vie. Après sa mort, Gabrielle et Helen se rendent à la casse automobile, où elles s’étreignent dans l’épave du véhicule de Vaughan.
Plus tard, James et Catherine reproduisent un scénario similaire : il la poursuit à grande vitesse sur une autoroute. Catherine détache sa ceinture alors que James s’approche et il percute l’arrière de sa voiture, la projetant dans un terre-plein herbeux. James sort de sa voiture et rejoint celle de Catherine, retournée sur le toit. Elle repose partiellement sous le véhicule, apparemment légèrement blessée. Lorsqu’il lui demande si elle est blessée, elle répond que non. Le couple s’embrasse puis entame un rapport sexuel à moitié sous l’épave. James murmure alors à Catherine, en pleurs : « Peut-être le prochain. »

## Fiche technique
Sauf indication contraire, les informations mentionnées dans cette section peuvent être confirmées par la base de données cinématographiques IMDb,  présente dans la section « Liens externes ».
- Titre original et français : Crash
- Réalisateur : David Cronenberg
- Scénario : David Cronenberg, d'après le roman Crash ! de J. G. Ballard
- Décors : Carol Spier
- Musique : Howard Shore
- Photographie : Peter Suschitzky
- Costumes : Denise Cronenberg
- Direction artistique : Tamara Deverell
- Montage : Ronald Sanders
- Producteur : David Cronenberg

Producteur délégué : Jeremy Thomas
Coproducteurs délégués : Chris Auty, Andras Hamori, Stéphane Reichel et Marilyn Stonehouse
- Sociétés de production : Alliance Communications Corporation, The Movie Network, Recorded Picture Company et Téléfilm Canada
- Distribution : Fine Line Features (États-Unis), BAC Films (France)
- Pays de production :  Canada /  Royaume-Uni
- Format : Couleurs - 1,37:1 - 1,78:1 - Dolby - 35 mm
- Genre : drame, thriller érotique
- Durée : 100 minutes
- Dates de sortie[1] :
  - France : 17 mai 1996 (festival de Cannes - compétition officielle)
  - France : 17 juillet 1996, 8 juillet 2020 pour la version restaurée en 4K
  - Canada : 4 octobre 1996
- Classification :
  -  France : interdit aux moins de 16 ans[2]
  -  Canada[3] : 
    -  Colombie-Britannique : 18A (interdit aux mineurs de moins de 18 ans non accompagnés d’un adulte)
    -  Nouvelle-Écosse : Interdit aux moins de 18 ans
    -  Québec : 16 ans et plus lors de sa sortie en salles, puis aux 13 ans et plus à partir de 2020

  -  Royaume-Uni : Interdit aux moins de 18 ans[4]

## Distribution
- James Spader (VF : Éric Herson-Macarel) : James Ballard
- Deborah Kara Unger (VF : Françoise Cadol) : Catherine Ballard
- Elias Koteas (VF : Bernard-Pierre Donnadieu) : Vaughan
- Holly Hunter (VF : Béatrice Agenin) : Dr Helen Remington
- Rosanna Arquette (VF : Catherine Hamilty) : Gabrielle
- Peter MacNeill : Colin Seagrave
- Cheryl Swarts : Vera Seagrave
- David Cronenberg : le vendeur de voitures (caméo vocal)

## Accueil

### Accueil critique
Le film a reçu un accueil mitigé au positif avec un pourcentage de 63 % de critiques positives sur Rotten Tomatoes basé sur 59 critiques collectées. Le site Metacritic lui attribue un score moyen de 50/100, sur la base de 23 critiques collectées.
Le film est dans la sélection officielle du Festival de Cannes de 1996, où il provoque une vive polémique en raison des scènes crues d'accidents et de sexe. Des critiques estiment que le film est clairement pornographique.

## Distinctions principales

### Récompenses
- Festival de Cannes 1996 : prix spécial du jury
- Prix Génie 1996 : Bobine d'or, meilleur réalisateur, meilleur scénario adapté, meilleure photographie, meilleur montage et meilleur montage sonore
- Top 10 de 1996 Cahiers du cinéma

### Nominations
- Prix Génie 1996 : meilleur film et meilleur son
- Grand Prix de l'Union de la critique de cinéma en 1997.

### Sélections
- Festival de Cannes 1996 : compétition officielle
- Mostra de Venise 2019 : Venise Classique